# Rhyodacite

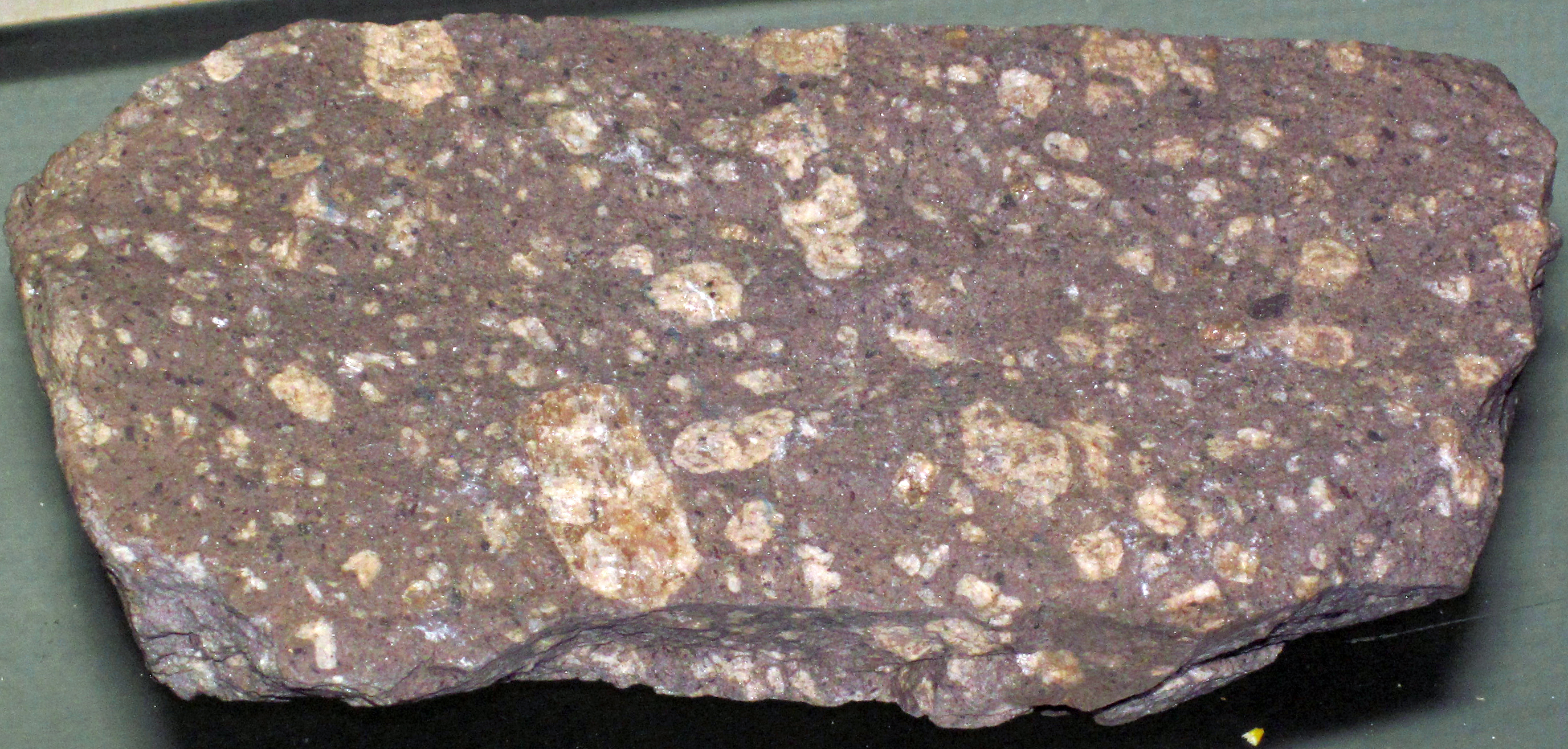
Fragment de rhyodacite du pléistocène récolté en Arizona.

La rhyodacite est une roche volcanique extrusive dont la composition constitue un intermédiaire entre la dacite et la rhyolite. C'est l'équivalent extrusif de la granodiorite. Des phénocristaux riches en plagioclase, sanidine, quartz, et biotite, ou hornblende, sont typiquement inclus dans une matrice aphanitique à l'éclat vitreux. La rhyodacite est une roche à haute teneur en silice (SiO2) et se retrouve souvent sous forme de dépôts volcaniques pyroclastiques éjectés de façon explosive en raison de la haute viscosité des laves siliceuses.

## Référence
- (en) Cet article est partiellement ou en totalité issu de l’article de Wikipédia en anglais intitulé « Rhyodacite » (voir la liste des auteurs).